# Distinctio (filologia)
All'interno del metodo di Lachmann si chiama distinctio l'operazione in cui si separano le lezioni buone da quelle errate, che sta alla base della costruzione dello stemma codicum.